# Òscar, Kina i el làser
Òscar, Kina i el làser és una pel·lícula infantil espanyola de 1978 dirigida per l'actor José María Blanco Martínez en el que va ser el seu primer llargmetratge. El guió, escrit pel mateix José María Blanco i Salvador Porqueras, es basa en la novel·la infantil de Carmen Kurtz Óscar y corazón de púrpura. Ha estat doblada al català i emesa per TV3 l'11 de setembre de 1985.

## Argument
Òscar és un nen que construeix un làser i que, estranyament, comença a parlar amb ell quan s'encén. Comença una aventura, juntament amb la seva oca Kina, per tal de rescatar un nen segrestat.

## Repartiment
- José Manuel Alonso ... Óscar
- Kina 	... 	Kina
- Manuel Alberto ... 	Andrés
- Mónica García ... 	Maruxiña
- Carlos Castellanos ... Tony
- Francisco Alberola 	... Perico
- Juan M. González ... Moncho
- Dolores Solé 	... Colines
- Dora Santacreu ... 	Felisa
- Josep Ballester ... 	Jim

## Premis
Fou guardonada amb el premi a la millor pel·lícula infantil en la 23a edició dels Premis Sant Jordi de Cinematografia.